# Ingegneria finanziaria
L'ingegneria finanziaria è lo studio di metodologie per massimizzare estrazione di valore dai prodotti finanziari, si fonda sull'utilizzo di sofisticate tecniche di modellistica fisico-matematica, di programmazione informatica e sul ricorso a strumenti derivanti dalla statistica e dal calcolo delle probabilità al fine di: calcolare il valore attuale di strumenti derivati, determinare portafogli ottimali di investimento, modellare il rischio di un certo investimento in base alle esigenze e alla propensione al rischio del singolo, sviluppare algoritmi per finalità di trading o, ancora, combinare strumenti finanziari esistenti al fine di crearne di nuovi. L'ingegneria finanziaria è un ramo della finanza estremamente ibrido, combinando, spesso in modo anche fantasioso, dati e strumenti diversi al fine di ricavare informazione utile.

## Descrizione
Ad esempio, celebre è la notizia di come alcuni fondi di investimento utilizzino dati provenienti da immagini satellitari al fine di prezzare strumenti derivati: infatti, monitorando il livello di attività di un'azienda (supponendo l'azienda in questione sia un'impresa che opera nella manifattura si potrebbe monitorare il numero di prodotti finiti che vengono trasportati al di fuori di essa o, viceversa, il numero di materie prime che sono importate) e utilizzando tecniche di intelligenza artificiale, è possibile comprendere se l'azienda in questione stia vivendo un momento florido o recessivo, e dunque disporre di maggiore sicurezza per l'acquisto o la vendita di uno strumento finanziario che abbia tale impresa come sottostante.
Ciononostante, l'ingegneria finanziaria non può essere assimilata completamente a quella branca della matematica applicata nota come finanza quantitativa o matematica finanziaria. Infatti, sebbene l'ingegneria finanziaria in buona parte coincida con essa, non può essere ridotta a un approccio completamente quantitativo. In altri termini, anche la risoluzione di problemi complessi (come, ad esempio, il pricing di opzioni esotiche), richiede anzitutto la conoscenza di quella che viene detta teoria dei mercati finanziari, espressione con la quale si fa riferimento alla ragione per cui viene creato un prodotto finanziario, agli equilibri che si generano fra i partecipanti del mercato in questione o anche al modo con cui due intermediari possono scambiarsi un certo strumento.

## Storia
Come per molte scienze, è difficile individuare una data esatta con cui identificare la nascita dell'ingegneria finanziaria. In generale, si può affermare che tale disciplina si sia evoluta in parallelo alla progressiva crescita dell'informatica, che ha reso possibile la fruizione e l'analisi di dati su enorme scala, alla diffusione di nuovi strumenti finanziari (i derivati appunto) e, infine, al contributo che ricercatori come Emanuel Derman, Fischer Black, Robert C. Merton, Myron Scholes (citando unicamente i più noti) hanno dato alla materia. Lo stesso Emanuel Derman, all'interno del suo libro My Life as a Quant: Reflections on Physics and Finance, divenuto poi best seller, osserva come l'ingegneria finanziaria nasca dal lavoro di amatori che, pur avendo background accademici molto diversi dalla finanza (ad esempio, Emanuel Derman ha conseguito un dottorato in fisica), hanno cominciato ad approcciare la materia finanziaria in modi nuovi e innovativi, cercando quantitativamente soluzioni a problemi che fino a quel momento erano lasciati all'esperienza e al sentimento degli operatori finanziari.
Uno dei maggiori strumenti utilizzati nell'ambito dell'ingegneria finanziaria prevede l'impiego di quello che viene definito calcolo stocastico. Infatti, è proprio il calcolo stocastico che permette, mediante le cosiddette equazioni differenziali stocastiche (EDS o SDE in inglese), di poter descrivere matematicamente l'evolversi nel tempo di fenomeni aleatori come, appunto, il prezzo di un'azione o di un derivato. Tali fenomeni, infatti, non possono essere trattati in modo deterministico, non essendo possibile prevedere in modo esatto il loro comportamento futuro, ma ad ogni scenario dovrà essere assegnata una certa probabilità di accadimento o, quantomeno, un intervallo di confidenza.
Esempio paradigmatico della finanza quantitativa e, più in generale, dell'ingegneria finanziaria, è identificabile in quello che viene definito Modello di Black-Scholes-Merton, che nel 1997 valse il premio nobel per l'economia ai suoi autori Fischer Black, Myron Scholes e Robert C. Merton, sebbene il primo paper in materia risalga al 1973 per opera di Fischer Black e Myron Scholes. Tutto questo nonostante il fatto che il Modello di Black-Scholes-Merton, che nella formulazione originaria è espresso come equazione differenziale alle derivate parziali anziché come EDS, fosse soggetto ad alcune ipotesi piuttosto restringenti, come il fatto che il prezzo del sottostante segua una distribuzione lognormale, che non ci siano costi di transizione, che non sia possibile arbitraggio ed altre ancora, e che siano seguiti modelli molto più sofisticati.

## Discipline correlate
L'ingegneria finanziaria si avvale di strumenti provenienti da campi quali la matematica applicata, l'informatica, la statistica e la teoria economica. In senso lato, chiunque utilizzi strumenti tecnici nel settore finanziario potrebbe essere definito "ingegnere finanziario": è il caso di un programmatore informatico all'interno di una banca o uno statistico in un ufficio economico governativo. Tuttavia, la maggior parte degli operatori circoscrive l'utilizzo del termine a chi possiede formazione sull'intera gamma di strumenti della finanza moderna e il cui lavoro è ispirato dalla teoria finanziaria. A volte  il termine viene ristretto ulteriormente per indicare solo chi crea nuovi prodotti e strategie finanziarie.

## Controversie
L'ingegneria finanziaria è stata al centro di numerose discussioni, soprattutto per non aver previsto le grande recessione, manifestatasi in modo eclatante a seguito del fallimento della banca d'affari Lehman Brothers e, prima ancora, con la crisi del mercato immobiliare statunitense. Infatti, fu proprio l'impiego massiccio di strumenti derivati detti CDO (Collateralized debt obligation) e CDO sintetici, creati dall'ingegneria finanziaria nel corso degli anni '90 e aventi come sottostante i mutui subprime, che portò molto banche e fondi di investimento a una esposizione troppo elevata e dunque a un rischio ingente. Per alcuni autori proprio l'ingegneria finanziaria libera è stata la causa della crisi e quindi ha dovuto rivedere molti dei suoi standard, soprattutto per quel che riguarda la massima esposizione consentita e la liquidità necessaria per operare con sufficiente sicurezza, ma anche in questo caso le critiche non sono mancate. Come sottolinea Emanuel Derman, l'evolversi dell'ingegneria finanziaria ha portato molti operatori ad affidarsi unicamente (vedi High-frequency trading o HFT) a modelli matematico-finanziari completamente quantitativi, escludendo quasi completamente la componente umana. Per esempio, intorno al 2010, secondo alcune stime, circa il 70% di tutti i prodotti finanziari scambiati negli Stati Uniti avveniva in modo totalmente automatizzato e algoritmico. In particolare, proprio nel 2010, il Flash Crash fece sì che il concetto di High-frequency trading divenne di dominio pubblico e di fatto si autoalimentasse in una sorta di previsioni che si autoavverano.